# N'Dali
N'Dali è una città situata nel dipartimento di Borgou nello Stato del Benin con 80 189 abitanti (stima 2006).

## Amministrazione
Il comune è formato dai seguenti 5 arrondissement:
- Bori
- Gbégourou
- N'Dali
- Ouénou
- Sirarou